# GNZ48
GNZ48(지엔제트포티에이트)는 중화인민공화국의 광둥성 광저우를 중심으로 활동하고 있는 여성 아이돌 그룹이다.

## 개요
SNH48의 자매 그룹의 하나이다. 「GNZ」라는 이름은 광저우(Guangzhou)에서 유래했다. 본 그룹의 팀은 AKB48 그룹의 팀명이 아닌, 팀G와 팀NIII로 표기되었다.
SNH48에서는 23명이 영입이 됏고 SNH48의 자매 그룹인 CKG48 에서는 4명이 영입이 됐고 또다른 SNH48의 자매 그룹인 SHY48 에서는 1명이 영입이 됐다.
멤버중에는 년도가 표기가 안돼어 있는 멤버가 있다.

## 약력
2016년
- 4월 20일, 베이징시를 거점으로 하는 BEJ48와 광둥 성 광저우를 거점으로 하는 GNZ48의 결성이 발표되었다[1]. 동시에 SNH48 멤버 12명이 이적해, GNZ48 1기생으로서 본격 활동.

## 멤버

### 팀G
| 이름   | 한글 표기  | 병음 표기     | 생년월일               | 가입기    | 소속사                         | 비고           |
| ------ | ---------- | ------------- | ---------------------- | --------- | ------------------------------ | -------------- |
| 陈佳莹 | 천자잉     | Chén Jiāyíng  | 2002년 8월 16일(22세)  | 2기       | 광저우 구상 연예 경기 유한공사 | 최연소         |
| 陈俊宏 | 천쥔훙     | Chén Jùnhóng  | 2000년 9월 28일(24세)  | 2기       | 광저우 구상 연예 경기 유한공사 |                |
| 陈珂   | 천커       | Chén Kē       | 1995년 8월 9일(29세)   | SNH48 5기 | 광저우 구상 연예 경기 유한공사 |                |
| 符冰冰 | 푸빙빙     | Fú Bīngbīng   | 1996년 8월 21일(28세)  | 3기       | 광저우 구상 연예 경기 유한공사 |                |
| 高源婧 | 가오위안징 | Gāo Yuánjìng  | 1999년 7월 6일(26세)   | SNH48 5기 | 광저우 구상 연예 경기 유한공사 |                |
| 黄楚茵 | 황추인     | Huáng Chǔyīn  | 2000년 1월 2일(25세)   | 3기       | 광저우 구상 연예 경기 유한공사 |                |
| 李姗姗 | 리산산     | Lǐ Shānshān   | 1998년 4월 8일(27세)   | CKG48 1기 | 광저우 구상 연예 경기 유한공사 |                |
| 李沁洁 | 리친제     | Lǐ Qìnjié     | 1999년 2월 12일(26세)  | SNH48 5기 | 광저우 구상 연예 경기 유한공사 |                |
| 梁娇   | 량자오     | Liáng Jiāo    | 2003년 11월 1일(21세)  | 5기       | 광저우 구상 연예 경기 유한공사 |                |
| 林嘉佩 | 린자페이   | Lín Jiāpèi    | 1998년 8월 16일(26세)  | SNH48 5기 | 광저우 구상 연예 경기 유한공사 |                |
| 林芝   | 린즈       | Lín Zhī       | 1999년 11월 21일(25세) | 3기       | 광저우 구상 연예 경기 유한공사 |                |
| 罗寒月 | 뤄한웨     | Luó Hányuè    | 1996년 4월 27일(29세)  | SNH48 6기 | 광저우 구상 연예 경기 유한공사 | 캡틴 최연장자  |
| 罗可嘉 | 뤄커자     | Luó Kějiā     | 2002년 2월 2일(23세)   | 3기       | 광저우 구상 연예 경기 유한공사 | 대만 출신      |
| 谢蕾蕾 | 셰레이레이 | Xiè Lěilěi    | 1999년 12월 1일(25세)  | SNH48 5기 | 광저우 구상 연예 경기 유한공사 |                |
| 徐楚雯 | 쉬추원     | Xú Chǔwén     | 10월 26일              | CKG48 2기 | 광저우 구상 연예 경기 유한공사 |                |
| 徐慧玲 | 쉬후이링   | Xú Huìlíng    | 10월 21일              | CKG48 2기 | 광저우 구상 연예 경기 유한공사 |                |
| 阳青颖 | 양칭잉     | Yáng Qīngyǐng | 2001년 8월 27일(23세)  | SNH48 5기 | 광저우 구상 연예 경기 유한공사 |                |
| 叶舒淇 | 예수치     | Yè Shūqí      | 10월 25일              | 6기       | 광저우 구상 연예 경기 유한공사 |                |
| 曾艾佳 | 쩡아이자   | Zēng Àijiā    | 1995년 7월 11일(30세)  | SNH48 5기 | 광저우 구상 연예 경기 유한공사 | 최연장자       |
| 张琼予 | 장충위     | Zhāng Qióngyǔ | 2000년 1월 21일(25세)  | SNH48 6기 | 광저우 구상 연예 경기 유한공사 | SNH48 팀X 멤버 |
| 朱怡欣 | 주이신     | Zhū Yíxīn     | 1998년 4월 22일(27세)  | 2기       | 광저우 구상 연예 경기 유한공사 |                |

### 팀NⅢ(유일하게최연소멤버가없는팀)
| 이름   | 한글 표기 | 병음 표기    | 생년월일               | 가입기    | 소속사                         | 비고      |
| ------ | --------- | ------------ | ---------------------- | --------- | ------------------------------ | --------- |
| 陈楠茜 | 천난시    | Chén Nánxī   | 1995년 6월 12일(30세)  | SNH48 6기 | 광저우 구상 연예 경기 유한공사 |           |
| 陈欣妤 | 천신위    | Chén Xīnyú   | 1999년 6월 5일(26세)   | SNH48 6기 | 광저우 구상 연예 경기 유한공사 | 대만 출신 |
| 高雪逸 | 가오쉐이  | Gāo Xuěyì    | 2000년 10월 27일(24세) | 2기       | 광저우 구상 연예 경기 유한공사 |           |
| 邓熳慧 | 덩만후이  | Dèng Mànhuì  | 9월 22일               | 6기       | 광저우 구상 연예 경기 유한공사 |           |
| 洪静雯 | 훙징원    | Hóng Jìngwén | 2000년 10월 14일(24세) | SNH48 6기 | 광저우 구상 연예 경기 유한공사 |           |
| 刘力菲 | 류리페이  | Liú Lìfēi    | 1995년 10월 3일(29세)  | SNH48 6기 | 광저우 구상 연예 경기 유한공사 | 캡틴      |
| 刘倩倩 | 류첸첸    | Liú Qiànqiàn | 1994년 11월 28일(30세) | SNH48 6기 | 광저우 구상 연예 경기 유한공사 | 부캡틴    |
| 卢静   | 루징      | Lú Jìng      | 1994년 11월 5일(30세)  | SNH48 6기 | 광저우 구상 연예 경기 유한공사 | 최연장자  |
| 孙馨   | 쑨신      | Sūn Xīn      | 1996년 2월 27일(29세)  | SNH48 6기 | 광저우 구상 연예 경기 유한공사 |           |
| 唐莉佳 | 탕리자    | Táng Lìjiā   | 1996년 1월 18일(29세)  | SNH48 6기 | 광저우 구상 연예 경기 유한공사 |           |
| 吴羽霏 | 우위페이  | Wú Yǔfēi     | 2000년 7월 28일(25세)  | 3기       | 광저우 구상 연예 경기 유한공사 |           |
| 冼燊楠 | 셴선난    | Xiǎn Shēnnán | 2001년 11월 9일(23세)  | SNH48 6기 | 광저우 구상 연예 경기 유한공사 |           |
| 肖文铃 | 샤오원링  | Xiāo Wénlíng | 2001년 1월 24일(24세)  | SNH48 6기 | 광저우 구상 연예 경기 유한공사 |           |
| 谢艾琳 | 셰아이린  | Xiè Àilín    | 1996년 12월 28일(28세) | 2기       | 광저우 구상 연예 경기 유한공사 |           |
| 徐佳音 | 쉬자인    | Xú Jiāyīn    | 2000년 8월 18일(24세)  | 4기       | 광저우 구상 연예 경기 유한공사 |           |
| 熊心瑶 | 슝신야오  | Xióng Xīnyáo | 1996년 1월 19일(29세)  | SNH48 6기 | 광저우 구상 연예 경기 유한공사 |           |
| 张润   | 장룬      | Zhāng Rùn    | 11월 15일              | 6기       | 광저우 구상 연예 경기 유한공사 |           |
| 郑丹妮 | 정단니    | Zhèng Dānnī  | 2001년 1월 26일(24세)  | SNH48 6기 | 광저우 구상 연예 경기 유한공사 |           |
| 左嘉欣 | 쭤자신    | Zuǒ Jiāxīn   | 1996년 9월 1일(28세)   | SNH48 6기 | 광저우 구상 연예 경기 유한공사 |           |
| 左婧媛 | 쭤징위안  | Zuǒ Jìngyuán | 1998년 8월 19일(26세)  | SNH48 6기 | 광저우 구상 연예 경기 유한공사 |           |

### 팀Z
| 이름   | 한글 표기  | 병음 표기     | 생년월일               | 가입기    | 소속사                         | 비고          |
| ------ | ---------- | ------------- | ---------------------- | --------- | ------------------------------ | ------------- |
| 毕瑞珊 | 비루이산   | Bì Ruìshān    | 2003년 1월 13일(22세)  | 3기       | 광저우 구상 연예 경기 유한공사 | 최연소        |
| 陈桂君 | 천구이쥔   | Chén Guìjūn   | 1997년 10월 8일(27세)  | 1기       | 광저우 구상 연예 경기 유한공사 |               |
| 邓惠恩 | 덩후이언   | Dèng Huì'ēn   | 3월 23일               | 3기       | 광저우 구상 연예 경기 유한공사 |               |
| 杜秋霖 | 두추린     | Dù Qiūlín     | 1998년 8월 24일(26세)  | 1기       | 광저우 구상 연예 경기 유한공사 |               |
| 方琪   | 팡치       | Fāng Qí       | 6월 12일               | CKG48 3기 | 광저우 구상 연예 경기 유한공사 |               |
| 郭铱宁 | 궈이닝     | Guō Yīníng    | 2000년 9월 8일(24세)   | 5기       | 광저우 구상 연예 경기 유한공사 |               |
| 何梦瑶 | 허멍야오   | Hé Mèngyáo    | 1997년 5월 12일(28세)  | 3기       | 광저우 구상 연예 경기 유한공사 |               |
| 赖梓惜 | 라이쯔시   | Lài Zǐxī      | 9월 6일                | SHY48 1기 | 광저우 구상 연예 경기 유한공사 |               |
| 梁乔   | 량차오     | Liáng Qiáo    | 2003년 11월 1일(21세)  | 5기       | 광저우 구상 연예 경기 유한공사 | 최연소        |
| 梁婉琳 | 량완린     | Liáng Wǎnlín  | 1998년 10월 12일(26세) | 3기       | 광저우 구상 연예 경기 유한공사 |               |
| 龙亦瑞 | 룽이루이   | Lóng Yìruì    | 1995년 10월 2일(29세)  | 1기       | 광저우 구상 연예 경기 유한공사 | 부캡틴        |
| 农燕萍 | 눙옌핑     | Nóng Yànpíng  | 1994년 7월 30일(30세)  | 1기       | 광저우 구상 연예 경기 유한공사 | 캡틴 최연장자 |
| 王翠菲 | 왕추이페이 | Wáng Cuìfēi   | 2000년 2월 21일(25세)  | 1기       | 광저우 구상 연예 경기 유한공사 |               |
| 王炯义 | 왕중이     | Wáng Jiǒngyì  | 2000년 6월 5일(25세)   | 1기       | 광저우 구상 연예 경기 유한공사 |               |
| 王偲越 | 왕쓰웨     | Wáng Sīyuè    | 2001년 2월 19일(24세)  | 1기       | 광저우 구상 연예 경기 유한공사 |               |
| 谢菲菲 | 셰페이페이 | Xiè Fēifēi    | 2000년 1월 18일(25세)  | 5기       | 광저우 구상 연예 경기 유한공사 |               |
| 杨可璐 | 양커루     | Yáng Kělù     | 1999년 8월 10일(25세)  | 1기       | 광저우 구상 연예 경기 유한공사 |               |
| 杨媛媛 | 양위안위안 | Yáng Yuányuán | 1996년 12월 17일(28세) | 1기       | 광저우 구상 연예 경기 유한공사 |               |
| 余芷媛 | 위즈위안   | Yú Zhǐyuán    | 2002년 12월 8일(22세)  | 3기       | 광저우 구상 연예 경기 유한공사 |               |
| 张秋怡 | 장추이     | Zhāng Qiūyí   | 1999년 10월 12일(25세) | 2기       | 광저우 구상 연예 경기 유한공사 |               |

### 미소속
| 이름   | 한글 표기 | 병음 표기 | 생년월일               | 가입기 | 소속사                         | 비고 |
| ------ | --------- | --------- | ---------------------- | ------ | ------------------------------ | ---- |
| 吴思琪 | 우쓰치    | Wú Sīqí   | 2000년 10월 30일(24세) | 7기    | 광저우 구상 연예 경기 유한공사 |      |

### 휴업
| 이름   | 한글 표기 | 병음 표기     | 생년월일               | 가입기    | 비고   |
| ------ | --------- | ------------- | ---------------------- | --------- | ------ |
| 陈慧婧 | 천후이징  | Chén Huìjìng  | 1997년 1월 13일(28세)  | SNH48 6기 | 팀NⅢ   |
| 陈雨琪 | 천위치    | Chén Yǔqí     | 2000년 12월 16일(24세) | SNH48 5기 | 팀G    |
| 陈乐添 | 천러톈    | Chén Lètiān   | 1996년 6월 19일(29세)  | 2기       | 팀G    |
| 刘嘉怡 | 류자이    | Liú Jiāyí     | 2002년 7월 19일(23세)  | 1기       | 팀Z    |
| 方晓瑜 | 팡샤오위  | Fāng Xiǎoyú   | 1996년 3월 4일(29세)   | 2기       | 팀G    |
| 李晨曦 | 리천시    | Lǐ Chénxī     | 2000년 9월 1일(24세)   | 4기       | 예비생 |
| 唐诗怡 | 탕스이    | Táng Shīyí    | 1997년 7월 16일(28세)  | 2기       | 팀NⅢ   |
| 王梦媛 | 왕멍위안  | Wáng Mèngyuán | 2004년 8월 27일(20세)  | 4기       | 예비생 |
| 汪慕远 | 왕무위안  | Wāng Mùyuǎn   | 1997년 12월 26일(27세) | 3기       | 예비생 |
| 王盈   | 왕잉      | Wáng Yíng     | 1997년 6월 15일(28세)  | 1기       | 팀Z    |
| 王秭歆 | 왕쯔신    | Wáng Zǐxīn    | 2000년 10월 3일(24세)  | 1기       | 팀Z    |
| 肖文静 | 샤오원징  | Xiāo Wénjìng  | 2002년 10월 21일(22세) | 4기       | 예비생 |
| 叶晓梦 | 예샤오멍  | Yè Xiǎomèng   | 2002년 11월 29일(22세) | 3기       | 팀Z    |
| 张凯祺 | 장카이치  | Zhāng Kǎiqí   | 1998년 11월 2일(26세)  | SNH48 5기 | 팀G    |
| 张心雨 | 장신위    | Zhāng Xīnyǔ   | 1994년 3월 24일(31세)  | 1기       | 팀Z    |
| 郑悦   | 정웨      | Zhèng Yuè     | 1997년 8월 11일(27세)  | 2기       | 팀NⅢ   |

## 디스코그래피

### EP
| 매              | 발매일                          | 타이틀                         | 발매 형태       | 레코드 No:              | 비고              |                 |
| OB Music 레이블 | OB Music 레이블                 | OB Music 레이블                | OB Music 레이블 | OB Music 레이블         | OB Music 레이블   | OB Music 레이블 |
| --------------- | ------------------------------- | ------------------------------ | --------------- | ----------------------- | ----------------- | --------------- |
| 1               | 2016년 9월 19일                 | 니소부지도적아(你所不知道的我) | CD              | GNZ55100105             | 표준판            |                 |
| 2               | 2017년 1월 16일                 | BOOM! BOOM! BOOM!              | CD              | GNZ55100199             | 표준판            |                 |
| 3               | 2017년 4월 13일                 | I.F                            | CD              | GNZ55100284             | 표준판            |                 |
| 4               | 2017년 9월 11일 2017년 9월 23일 | SAY NO                         | CD              | GNZ55100473 GNZ55100474 | 특별기념판 표준판 |                 |
| 5               | 2017년 12월 24일                | 불견불산(不見不散)             | CD 무           | SNH11101110             | 표준판 연증판     |                 |
| 6               | 2018년 3월 28일                 | 포긴처리(抱紧处理)             | CD 무           | GNZ55100700             | 표준판 연증판     |                 |
| 7               | 2018년 12월 20일                | 차각도영원(此刻到永远)         | CD 무           | GNZ55101177             | 표준판 연증판     |                 |
| 8               | 2019년 4월 12일 2019년 3월 27일 | HERO                           | CD 무           | GNZ55101266             | 표준판 연증판     |                 |

## 같이 보기
- SNH48
- BEJ48
- SHY48
- CKG48
- CGT48